# 田上俊介
田上 俊介（たうえ しゅんすけ、1月31日 - ）は、日本のイラストレーター。

## 人物・来歴
東京都出身。『第9回電撃ゲーム三大賞』イラスト部門大賞受賞。『フロンティアチャレンジ2010』では、最優秀賞・イラスト部門賞・アクワイア賞・クリーク・アンド・リバー社賞・サクセス賞受賞、ひとりで5つの賞を総なめする。キャラクター以外に動物や背景画も得意とし、背景美術等も手がける、珍しいタイプのイラストレーター。

## 作品

### 挿絵
- 『キーリ』シリーズ（壁井ユカコ 著、電撃文庫）
- イース6 -ナピシュテムの匣- 上･下巻 （大場惑 著、スクウェア・エニックス）
- 地獄少女 恨の紋章（広真紀 著、HJ文庫）
- うさぎの映画館（殿先菜生 著、電撃文庫）
- ふしあわせなら手をつなごう!（日比生典成 著、電撃文庫）
- 『ドラゴンの谷』シリーズ（サラマンダ・ドレイク 著、学研）
- 死神と桜ドライブ（水鏡希人 著、メディアワークス文庫）
- 憧憬の先にあるもの（有間カオル 著、メディアワークス文庫）
- KNIGHT INSPECTOR-熾炎の狩人（水上貴之 著、一迅社文庫）
- 旅する少女と灼熱の国（藤原征矢 著、HJ文庫）
- CATHERINE〜ラプンツェル奇譚〜（柄本和昭 著、一迅社DMC.NOVELS）
- イース トリビュート（ 日本ファルコム企画・原案 、星海社）

### アニメーション
- AVENGER（キャラクター原案）

### ゲーム
- 『イース』シリーズ
  - イースVI -ナピシュテムの匣-（日本ファルコム、各種イラスト）
  - イース・オリジン（日本ファルコム、キャラクターデザイン等）
  - イースDS（インターチャネル・ホロン、日本ファルコム、各種イラスト）
  - イースII DS（インターチャネル・ホロン、日本ファルコム、各種イラスト）
  - イースオンライン（シージェイインターネットジャパン、日本ファルコム、メインビジュアル）
- シークレットゲーム CODE:Revise（FLAT、背景美術）
- ネこグリ。〜ネクラと恋のグリモワァル〜（Frantic LABO、背景美術）
- ものべの（Lose、背景美術）
- シンクライアント（BOOST5、背景美術）
- リベリオンズ Secret Game 2nd Stage（FLAT、イエティ、背景美術）
- atled -everlasting song-（FLAT、背景美術）
- 天界島ファイトパラダイス（産経デジタル、キャラクターデザイン、各種イラスト）
- まいてつ（Lose、背景美術）

### その他
- イース大全集―Perfect Data of I ~ VI（メディアワークス、表紙イラスト）
- キーリ ドラマCD（ジャケットイラスト）
- [第12回 電撃大賞（ポスターイラスト）
- キーリ ―WILD AND DANDELION（電撃ビジュアルノベル）
- うたてめぐり オリジナルサウンドトラック（ジャケットイラスト）
- WEATHEROID Type A Airi（キャラクターデザイン、「しゅく」名義）
- イース THEアートブック（ソフトバンク クリエイティブ、表紙イラスト）
- イース30周年メモリアルブック -SINCE 1987～2017-（表紙イラスト）
- 一緒にクッキングCD ちょっと強気な同級生編（学研、ジャケットイラスト）
- 一緒にクッキングCD クールビューティーなメイド編（学研、ジャケットイラスト）
- いい声カレンダー Pour Homme 一ノ瀬莉穂ver. CV.悠木碧（学研ステイフル、イラスト）
- 電撃学園ラジオSTATION（読者コーナーイラスト）